# Georges Sarre
Pour les articles homonymes, voir Sarre.
Ne doit pas être confondu avec Georges de Sarre.
Georges Sarre, né le 26 novembre 1935 à Chénérailles (Creuse) et mort le 31 janvier 2019 à Paris 18e, est un homme politique français.
Après avoir participé à la fondation du Parti socialiste à Épinay en 1971, il est secrétaire d’État dans divers gouvernements socialistes entre 1988 et 1993. En 1992, il est cofondateur, avec Jean-Pierre Chevènement, du Mouvement des citoyens. Il est maire du 11e arrondissement de Paris de 1995 à 2008. En 2008, il devient adjoint au maire de Paris, chargé de la sécurité et de la prévention, fonction qu’il quitte en 2010. Georges Sarre est connu également pour être le père du permis à points.

## Biographie

### Postier au temps de «Paris-Brune»
Fils d'Alcide Sarre, maire socialiste de Chénérailles, conseiller général et suppléant du sénateur Pauly, et d'Alice Kenette, Georges Sarre a épousé une institutrice, Jacqueline Lesage, dont il a eu deux enfants. Il était entré aux PTT en 1955. C’est là qu'il fait ses premières armes de militant. Après son service militaire en Algérie, il est nommé au centre de tri postal Paris-Brune, mis en place au début des années 1960 (et démoli depuis). Il a passé le concours d'inspecteur des PTT, chargé d’encadrer un certain nombre d’agents trieurs.
Aux journalistes qui l’interrogent, il s’étend sur « l’épopée de Paris-Brune », un centre employant plus de mille postiers, jeunes et provinciaux pour la plupart d’entre eux. Au travail répétitif, aux normes contraignantes, les postiers opposent la force d’un syndicalisme pluriel, animé par des militants très disponibles. Georges Sarre milite au syndicat Force ouvrière, qui est loin d’être majoritaire face à une CGT puissante, et une CFDT qui progresse en avançant des thèmes autogestionnaires. Surtout, adhérant à la SFIO en 1964, il crée l’association des postiers socialistes. Cette structure politique, qui répond à l'organisation des communistes dans des « cellules d'entreprises », aurait compté plusieurs milliers de membres sur Paris. En mai 1968, par le biais de cette association, Georges Sarre participe au comité de grève de Paris-Brune et acquiert une notoriété qu'il met au service du courant politique qu'il anime.

### Militant socialiste
Cofondateur de l'Association des postiers socialistes, Georges Sarre participe à la fondation du parti socialiste en 1969 et donne avec ses amis du CERES la majorité à François Mitterrand.
De 1969 à 1971, il est premier secrétaire de la fédération de Paris du Parti socialiste et imprime à celle-ci une orientation et une dynamique nouvelles. Il fait adopter, par la fédération de Paris en 1970 puis par la direction nationale du parti en 1971, l'emblème – inventé par Didier Motchane et dessiné par Marc Bonnet – que le PS a conservé depuis : le poing et la rose, remplaçant les trois flèches de la SFIO.
En 1971, Georges Sarre est élu conseiller de Paris. Après un échec aux législatives de 1973, en Haute-Vienne, face à la communiste Ellen Constans, il est tête de liste du PS aux élections municipales à Paris en 1977. La gauche, menée par le député communiste Henri Fiszbin, est battue par Jacques Chirac avec seulement deux mille voix d'écart. Il est élu député européen en 1979, puis député de Paris en 1981.
Georges Sarre est nommé secrétaire d'État aux Transports routiers et fluviaux en 1988 à la demande du président François Mitterrand, qui souhaite que le courant chevènementiste soit représenté au gouvernement. Il conserve ce poste jusqu'à 1993, traversant les gouvernements formés par Michel Rocard, Édith Cresson et Pierre Bérégovoy. En juillet 1989, sous son secrétariat, le système du permis à points est voté ; il sera mis en application le 1er juillet 1992.
Il est maire du 11e arrondissement de Paris de 1995 à 2008, président du groupe socialiste au Conseil de Paris entre 1977 et 1993 puis du groupe MRC entre 2001 et 2008.
En 1991, la guerre du Golfe provoque une crise au sein du PS et de République et socialisme. Lorsque Jean-Pierre Chevènement démissionne du gouvernement, la crise éclate dans son courant parisien : certains dirigeants (Michel Charzat, Patrick Bloche, Roger Madec – tous anciens collaborateurs de Georges Sarre) prennent clairement le parti de François Mitterrand en faveur de l'engagement de la France dans la coalition américaine. Georges Sarre considère que Jean-Pierre Chevènement a « mal choisi son moment » pour démissionner, mais préfère lui rester fidèle, tout en restant lui-même au gouvernement, en accord avec Jean-Pierre Chevènement, qui ne veut pas envoyer de signal de rupture absolue à François Mitterrand et au Parti socialiste.
Député de 1981 à 1988 et de 1993 à 2002, il est battu par la socialiste Danièle Hoffman-Rispal à l'élection législative de 2002.

### Dirigeant du MDC puis du MRC
En 1993, dans la débâcle électorale de la gauche, Georges Sarre reste le seul député de gauche de Paris. En désaccord avec le Parti socialiste dont il veut contrecarrer ce qu'il juge être une dérive libérale, il crée avec Jean-Pierre Chevènement le Mouvement des citoyens, dont il devient le porte-parole et le vice-président, puis le président en 2001. En 2002, il soutient, au sein du Pôle républicain, la candidature de son ami Jean-Pierre Chevènement à l'élection présidentielle.
Vice-président puis président du Mouvement des citoyens entre 1992 et 2002, il est élu porte-parole du MRC (Mouvement républicain et citoyen), qui assure la continuité du Mouvement des citoyens et du Pôle républicain, à sa création en 2003. En décembre 2004, à l'issue du congrès du gymnase de la Bidassoa, dans le 20e arrondissement de Paris, il est élu premier secrétaire du MRC. Il le restera jusqu'en juin 2008, avant que Jean-Pierre Chevènement ne souhaite assurer lui-même la présidence exécutive du MRC.
En juin 2007, Georges Sarre, investi par le MRC dans la deuxième circonscription de la Creuse pour les élections législatives, reçoit officiellement le soutien du PS, dans le cadre de l'accord national entre le MRC et le PS pour les élections présidentielle et législatives. Chénérailles, le bourg de son enfance, se situe dans cette circonscription. Il est battu au second tour par le député sortant Jean Auclair (UMP).
En 2008, jugeant « nécessaire de rassembler la gauche », il accepte de rejoindre la liste du député socialiste Patrick Bloche, qui devient son successeur au siège de maire du 11e arrondissement de Paris, élu dès le 1er tour. Il figure en troisième position sur cette liste, la deuxième étant réservée à une femme en application du principe de parité.
En mars 2008, il est nommé adjoint au maire de Paris, chargé de la sécurité et de la prévention. Il démissionne de ce mandat en décembre 2010, et reste conseiller de Paris. Il est remplacé par Myriam El Khomri, en janvier 2011.
Georges Sarre meurt le 31 janvier 2019, à l'âge de 83 ans, dans le 18e arrondissement de Paris,, et est inhumé au cimetière communal de Chénérailles (Creuse).

### Prises de position
Georges Sarre s'est prononcé contre le traité de Maastricht, puis contre le traité constitutionnel européen lors du référendum de 2005 : il a écrit à cette occasion un livre, L'Europe contre la gauche. Commentant le rejet de ce deuxième traité par les Français le 29 mai 2005, Georges Sarre affirme dans un entretien accordé au Figaro : « Nos concitoyens veulent que la conduite du pays soit assurée par ses élus et non par une technostructure européenne et nationale qui échappe à tout contrôle démocratique »,.
Lors des débats à l'Assemblée nationale sur le pacte civil de solidarité (Pacs), Georges Sarre souligne que si la question de l'adoption ne figure nullement dans le projet, c'est parce que « Personne n’a un "droit à l’adoption" » et que « C’est le seul intérêt de l’enfant qui doit prévaloir ». Et d'ajouter : « Je veux bien admettre qu’il y ait des situations particulières mais qu’un enfant ait un père et une mère ne me semble ni infondé, ni réactionnaire ! »[source insuffisante].

## Hommage
- Square Georges-Sarre (Paris)

## Fonctions électives

### Mandats locaux
- Conseiller de Paris de 1971 à 2014
- Maire du 11e arrondissement de Paris de 1995 à 2008
- Adjoint au maire de Paris, chargé de la sécurité et de la prévention, de 2008 à 2010
- Présidence du groupe socialiste au Conseil de Paris de 1977 à 1993
- Président du groupe Mouvement républicain et citoyen au Conseil de Paris de 2001 à 2008.

### Mandat de député
- Député de Paris de 1981 à 1988 et de 1993 à 2002.

### Député européen
- Député européen de 1979 à 1981.